# Maserati
Maserati je talijanski proizvođač sportskih i trkaćih automobila sa sjedištem u Modeni u talijanskoj pokrajini Emilia-Romagna. Trenutačni vlasnik Maseratija je Fiat.

## Povijest
Tvrtku je 1914. u Bologni osnovao Alfieri Maserati, jedan od sedmero braće iz obitelji Maserati. U razvoju automobila sudjelovalo je njih šestero, a sedmi brat Mario bio je slikar i pretpostavlja se da je upravo on osmislio zaštitni znak tvrtke, trozubac sličan onome koji se nalazio na štapu Posejdona, boga mora iz grčke mitologije. Alfieri Maserati je preminuo 1932. nakon čega su tvrtku nastavila voditi trojica preostalih brata Bindo, Ernesto i Ettore.
1937. preostala braća Maserati prodala su svoje udjele u tvrtci obitelji Orsi koja je njezino sjedište preselila u Modenu, gdje se i danas nalazi. Međutim, nastavili su raditi kao inženjeri u njoj.
Maserati je bio vrlo uspješan u utrkama pobjeđujući njemačke automobilističke divove Auto Union i Mercedes-Benz, a 1939. i 1940. vozač Wilbur Shaw je za upravljačem Maseratijevog bolida osvojio legendarnu utrku 500 milja Indianapolisa. Tijekom rata tvrtka je napustila proizvodnju automobila kako bi izrađivala komponente za talijanske ratne napore, ali pedesetih se vraća proizvodnji automobila i ponovno postiže brojne uspjehe u polju automobilističkog sporta. Slavni argentinski vozač Juan-Manuel Fangio godinama se utrkivao s Maseratijevim bolidima i postizao brojne pobjede uključujući i naslov svjetskog prvaka u Formuli 1 1957. Te godine tvrtka napušta utrke i fokusira se na proizvodnju cestovnih automobila, a među prvima su bili modeli Sebring iz 1962., Mistral Coupé iz 1963. i Mistral Spyder predstavljen godinu dana kasnije, a 1963. predstavljena je i prva limuzina jednostavnog naziva Quattroporte (talijanski: četiri vrata).
1968. tvrtka pada pod okrilje Citroëna koji je koristio Maseratijevu stručnost i motore za razvoj modela SM i još nekih drugih, a Maserati je u svoja vozila ugrađivao i Citroënovu tehnologiju, prvenstveno na području hidraulike. Novi modeli bili su Bora, prvi Maserati masovne proizvodnje sa središnje postavljenim motorom, te Merak i Khamsin. No, naftna kriza tijekom sedamdesetih odjednom je smanjila zanimanje za rastrošne sportske automobile. 23. svibnja 1973. Citroën je objavio da je Maserati bio u likvidaciji, a od propasti ga je jedva spasila podrška talijanske vlade.
1975. tvrtku je kupio bivši vozač utrka Alejandro de Tomaso, a novi modeli bili su Kyalami i Quattroporte III. Osamdesetih tvrtka napušta proizvodnju automobila sa središnje postavljenim motorima i posvećuje se proizvodnji onih s prednje postavljenim motorima i pogonom na stražnje kotače koji su bili jeftiniji od prijašnjih modela, ali su pružali odlične performanse, poput modela Biturbo. Tvrtka je tada usko surađivala s Chryslerom koji je imao i udio u njoj, a zajedno su proizveli i automobil Chrysler TC.
1993. tvrtku kupuje Fiat koji 1997. 50% udjela u njoj prodaje Ferrariju. 1998. stiže model 3200 GT koji se proizvodi do 2002. kada se tvrtka vraća na američko tržište nakon petnaestak godina izbivanja s njega. 1999. Ferrari je preuzeo potpunu kontrolu nad Maseratijem, a tvrtka je kasnije potpisala i ugovor s Volkswagenom o korištenju Audijevog pogona na sve kotače Quattro u svom još uvijek konceptnom SUV-u Kubang. 2004. je nakon pet godina stanke krenula proizvodnja modela Quattroporte, a godinu poslije Maserati je odvojen od Ferrarija i sada je ponovno u potpunom vlasništvu Fiata. 2007. prestala je proizvodnja modela Coupé i Spyder, a krenula proizvodnja potpuno novog modela GranTurisma. 2008. obnovljen je Quattroporte.

## Automobili

### Trenutni i nadolazeći modeli
| Quattroporte         | Ghibli               | GranTurismo    | GranCabrio  | Levante         | Alfieri (nadolazeći model) |
| -------------------- | -------------------- | -------------- | ----------- | --------------- | -------------------------- |
| - Limuzina s 4 vrata | - Limuzina s 4 vrata | - Grand tourer | - Kabriolet | - SUV s 5 vrata | - Grand tourer 2+2         |
|                      |                      |                |             |                 |                            |

### Povijest prodaje
| Godina | Isporuke vozila prodajnoj mreži (u tisućama) | Isporuke vozila prodajnoj mreži (u tisućama) | Isporuke vozila prodajnoj mreži (u tisućama) | Isporuke vozila prodajnoj mreži (u tisućama) | Isporuke vozila prodajnoj mreži (u tisućama) | Isporuke vozila prodajnoj mreži (u tisućama) | Isporuke vozila prodajnoj mreži (u tisućama) | Isporuke vozila prodajnoj mreži (u tisućama) | Isporuke vozila prodajnoj mreži (u tisućama) | Isporuke vozila prodajnoj mreži (u tisućama) | Isporuke vozila prodajnoj mreži (u tisućama) | Isporuke vozila prodajnoj mreži (u tisućama) | Isporuke vozila prodajnoj mreži (u tisućama) | Isporuke vozila prodajnoj mreži (u tisućama) | Isporuke vozila prodajnoj mreži (u tisućama) | Isporuke vozila prodajnoj mreži (u tisućama) | Isporuke vozila prodajnoj mreži (u tisućama) | Isporuke vozila prodajnoj mreži (u tisućama) | Isporuke vozila prodajnoj mreži (u tisućama) | Isporuke vozila prodajnoj mreži (u tisućama) | Isporuke vozila prodajnoj mreži (u tisućama) | Isporuke vozila prodajnoj mreži (u tisućama) | Isporuke vozila prodajnoj mreži (u tisućama) | Isporuke vozila prodajnoj mreži (u tisućama) | Isporuke vozila prodajnoj mreži (u tisućama) | Isporuke vozila prodajnoj mreži (u tisućama) | Isporuke vozila prodajnoj mreži (u tisućama) | Isporuke vozila prodajnoj mreži (u tisućama) | Isporuke vozila prodajnoj mreži (u tisućama) | Isporuke vozila prodajnoj mreži (u tisućama) | Isporuke vozila prodajnoj mreži (u tisućama) | Isporuke vozila prodajnoj mreži (u tisućama) | Isporuke vozila prodajnoj mreži (u tisućama) | Isporuke vozila prodajnoj mreži (u tisućama) | Isporuke vozila prodajnoj mreži (u tisućama) | Isporuke vozila prodajnoj mreži (u tisućama) | Isporuke vozila prodajnoj mreži (u tisućama) | Isporuke vozila prodajnoj mreži (u tisućama) | Isporuke vozila prodajnoj mreži (u tisućama) | Isporuke vozila prodajnoj mreži (u tisućama) | Isporuke vozila prodajnoj mreži (u tisućama) | Isporuke vozila prodajnoj mreži (u tisućama) | Isporuke vozila prodajnoj mreži (u tisućama) | Isporuke vozila prodajnoj mreži (u tisućama) | Isporuke vozila prodajnoj mreži (u tisućama) | Isporuke vozila prodajnoj mreži (u tisućama) | Isporuke vozila prodajnoj mreži (u tisućama) | Isporuke vozila prodajnoj mreži (u tisućama) | Isporuke vozila prodajnoj mreži (u tisućama) | Isporuke vozila prodajnoj mreži (u tisućama) | Isporuke vozila prodajnoj mreži (u tisućama) | Isporuke vozila prodajnoj mreži (u tisućama) | Isporuke vozila prodajnoj mreži (u tisućama) | Isporuke vozila prodajnoj mreži (u tisućama) | Isporuke vozila prodajnoj mreži (u tisućama) | Isporuke vozila prodajnoj mreži (u tisućama) | Isporuke vozila prodajnoj mreži (u tisućama) | Isporuke vozila prodajnoj mreži (u tisućama) | Isporuke vozila prodajnoj mreži (u tisućama) | Isporuke vozila prodajnoj mreži (u tisućama) | Isporuke vozila prodajnoj mreži (u tisućama) | Isporuke vozila prodajnoj mreži (u tisućama) | Isporuke vozila prodajnoj mreži (u tisućama) | Isporuke vozila prodajnoj mreži (u tisućama) | Isporuke vozila prodajnoj mreži (u tisućama) | Isporuke vozila prodajnoj mreži (u tisućama) | Isporuke vozila prodajnoj mreži (u tisućama) | Isporuke vozila prodajnoj mreži (u tisućama) | Isporuke vozila prodajnoj mreži (u tisućama) | Isporuke vozila prodajnoj mreži (u tisućama) | Isporuke vozila prodajnoj mreži (u tisućama) | Isporuke vozila prodajnoj mreži (u tisućama) | Isporuke vozila prodajnoj mreži (u tisućama) | Isporuke vozila prodajnoj mreži (u tisućama) | Isporuke vozila prodajnoj mreži (u tisućama) | Isporuke vozila prodajnoj mreži (u tisućama) | Isporuke vozila prodajnoj mreži (u tisućama) | Isporuke vozila prodajnoj mreži (u tisućama) | Isporuke vozila prodajnoj mreži (u tisućama) | Isporuke vozila prodajnoj mreži (u tisućama) | Isporuke vozila prodajnoj mreži (u tisućama) | Isporuke vozila prodajnoj mreži (u tisućama) | Isporuke vozila prodajnoj mreži (u tisućama) | Isporuke vozila prodajnoj mreži (u tisućama) | Isporuke vozila prodajnoj mreži (u tisućama) | Isporuke vozila prodajnoj mreži (u tisućama) | Isporuke vozila prodajnoj mreži (u tisućama) | Isporuke vozila prodajnoj mreži (u tisućama) | Isporuke vozila prodajnoj mreži (u tisućama) | Isporuke vozila prodajnoj mreži (u tisućama) | Isporuke vozila prodajnoj mreži (u tisućama) | Isporuke vozila prodajnoj mreži (u tisućama) | Isporuke vozila prodajnoj mreži (u tisućama) | Isporuke vozila prodajnoj mreži (u tisućama) | Isporuke vozila prodajnoj mreži (u tisućama) | Isporuke vozila prodajnoj mreži (u tisućama) | Isporuke vozila prodajnoj mreži (u tisućama) | Isporuke vozila prodajnoj mreži (u tisućama) | Isporuke vozila prodajnoj mreži (u tisućama) | Isporuke vozila prodajnoj mreži (u tisućama) | Isporuke vozila prodajnoj mreži (u tisućama) | Isporuke vozila prodajnoj mreži (u tisućama) | Isporuke vozila prodajnoj mreži (u tisućama) | Isporuke vozila prodajnoj mreži (u tisućama) | Isporuke vozila prodajnoj mreži (u tisućama) | Isporuke vozila prodajnoj mreži (u tisućama) | Isporuke vozila prodajnoj mreži (u tisućama) | Isporuke vozila prodajnoj mreži (u tisućama) | Isporuke vozila prodajnoj mreži (u tisućama) | Isporuke vozila prodajnoj mreži (u tisućama) | Isporuke vozila prodajnoj mreži (u tisućama) | Isporuke vozila prodajnoj mreži (u tisućama) | Isporuke vozila prodajnoj mreži (u tisućama) | Isporuke vozila prodajnoj mreži (u tisućama) | Isporuke vozila prodajnoj mreži (u tisućama) | Isporuke vozila prodajnoj mreži (u tisućama) | Isporuke vozila prodajnoj mreži (u tisućama) | Isporuke vozila prodajnoj mreži (u tisućama) | Isporuke vozila prodajnoj mreži (u tisućama) | Isporuke vozila prodajnoj mreži (u tisućama) | Isporuke vozila prodajnoj mreži (u tisućama) | Isporuke vozila prodajnoj mreži (u tisućama) | Isporuke vozila prodajnoj mreži (u tisućama) | Isporuke vozila prodajnoj mreži (u tisućama) | Isporuke vozila prodajnoj mreži (u tisućama) | Isporuke vozila prodajnoj mreži (u tisućama) | Isporuke vozila prodajnoj mreži (u tisućama) | Isporuke vozila prodajnoj mreži (u tisućama) | Isporuke vozila prodajnoj mreži (u tisućama) | Isporuke vozila prodajnoj mreži (u tisućama) | Isporuke vozila prodajnoj mreži (u tisućama) | Isporuke vozila prodajnoj mreži (u tisućama) | Isporuke vozila prodajnoj mreži (u tisućama) | Isporuke vozila prodajnoj mreži (u tisućama) | Isporuke vozila prodajnoj mreži (u tisućama) | Isporuke vozila prodajnoj mreži (u tisućama) | Isporuke vozila prodajnoj mreži (u tisućama) | Isporuke vozila prodajnoj mreži (u tisućama) | Isporuke vozila prodajnoj mreži (u tisućama) | Isporuke vozila prodajnoj mreži (u tisućama) | Isporuke vozila prodajnoj mreži (u tisućama) | Isporuke vozila prodajnoj mreži (u tisućama) | Isporuke vozila prodajnoj mreži (u tisućama) | Isporuke vozila prodajnoj mreži (u tisućama) | Isporuke vozila prodajnoj mreži (u tisućama) | Isporuke vozila prodajnoj mreži (u tisućama) | Isporuke vozila prodajnoj mreži (u tisućama) | Isporuke vozila prodajnoj mreži (u tisućama) |
| ------ | -------------------------------------------- | -------------------------------------------- | -------------------------------------------- | -------------------------------------------- | -------------------------------------------- | -------------------------------------------- | -------------------------------------------- | -------------------------------------------- | -------------------------------------------- | -------------------------------------------- | -------------------------------------------- | -------------------------------------------- | -------------------------------------------- | -------------------------------------------- | -------------------------------------------- | -------------------------------------------- | -------------------------------------------- | -------------------------------------------- | -------------------------------------------- | -------------------------------------------- | -------------------------------------------- | -------------------------------------------- | -------------------------------------------- | -------------------------------------------- | -------------------------------------------- | -------------------------------------------- | -------------------------------------------- | -------------------------------------------- | -------------------------------------------- | -------------------------------------------- | -------------------------------------------- | -------------------------------------------- | -------------------------------------------- | -------------------------------------------- | -------------------------------------------- | -------------------------------------------- | -------------------------------------------- | -------------------------------------------- | -------------------------------------------- | -------------------------------------------- | -------------------------------------------- | -------------------------------------------- | -------------------------------------------- | -------------------------------------------- | -------------------------------------------- | -------------------------------------------- | -------------------------------------------- | -------------------------------------------- | -------------------------------------------- | -------------------------------------------- | -------------------------------------------- | -------------------------------------------- | -------------------------------------------- | -------------------------------------------- | -------------------------------------------- | -------------------------------------------- | -------------------------------------------- | -------------------------------------------- | -------------------------------------------- | -------------------------------------------- | -------------------------------------------- | -------------------------------------------- | -------------------------------------------- | -------------------------------------------- | -------------------------------------------- | -------------------------------------------- | -------------------------------------------- | -------------------------------------------- | -------------------------------------------- | -------------------------------------------- | -------------------------------------------- | -------------------------------------------- | -------------------------------------------- | -------------------------------------------- | -------------------------------------------- | -------------------------------------------- | -------------------------------------------- | -------------------------------------------- | -------------------------------------------- | -------------------------------------------- | -------------------------------------------- | -------------------------------------------- | -------------------------------------------- | -------------------------------------------- | -------------------------------------------- | -------------------------------------------- | -------------------------------------------- | -------------------------------------------- | -------------------------------------------- | -------------------------------------------- | -------------------------------------------- | -------------------------------------------- | -------------------------------------------- | -------------------------------------------- | -------------------------------------------- | -------------------------------------------- | -------------------------------------------- | -------------------------------------------- | -------------------------------------------- | -------------------------------------------- | -------------------------------------------- | -------------------------------------------- | -------------------------------------------- | -------------------------------------------- | -------------------------------------------- | -------------------------------------------- | -------------------------------------------- | -------------------------------------------- | -------------------------------------------- | -------------------------------------------- | -------------------------------------------- | -------------------------------------------- | -------------------------------------------- | -------------------------------------------- | -------------------------------------------- | -------------------------------------------- | -------------------------------------------- | -------------------------------------------- | -------------------------------------------- | -------------------------------------------- | -------------------------------------------- | -------------------------------------------- | -------------------------------------------- | -------------------------------------------- | -------------------------------------------- | -------------------------------------------- | -------------------------------------------- | -------------------------------------------- | -------------------------------------------- | -------------------------------------------- | -------------------------------------------- | -------------------------------------------- | -------------------------------------------- | -------------------------------------------- | -------------------------------------------- | -------------------------------------------- | -------------------------------------------- | -------------------------------------------- | -------------------------------------------- | -------------------------------------------- | -------------------------------------------- | -------------------------------------------- | -------------------------------------------- | -------------------------------------------- | -------------------------------------------- | -------------------------------------------- | -------------------------------------------- | -------------------------------------------- |
| Godina | 1                                            | 1                                            | 2                                            | 2                                            | 3                                            | 3                                            | 4                                            | 4                                            | 5                                            | 5                                            | 6                                            | 6                                            | 7                                            | 7                                            | 8                                            | 8                                            | 9                                            | 9                                            | 10                                           | 10                                           | 11                                           | 11                                           | 12                                           | 12                                           | 13                                           | 13                                           | 14                                           | 14                                           | 15                                           | 15                                           | 16                                           | 16                                           | 17                                           | 17                                           | 18                                           | 18                                           | 19                                           | 19                                           | 20                                           | 20                                           | 21                                           | 21                                           | 22                                           | 22                                           | 23                                           | 23                                           | 24                                           | 24                                           | 25                                           | 25                                           | 26                                           | 26                                           | 27                                           | 27                                           | 28                                           | 28                                           | 29                                           | 29                                           | 30                                           | 30                                           | 31                                           | 31                                           | 32                                           | 32                                           | 33                                           | 33                                           | 34                                           | 34                                           | 35                                           | 35                                           | 36                                           | 36                                           | 37                                           | 37                                           | 38                                           | 38                                           | 39                                           | 39                                           | 40                                           | 40                                           | 41                                           | 41                                           | 42                                           | 42                                           | 43                                           | 43                                           |                                              |                                              |                                              |                                              |                                              |                                              |                                              |                                              |                                              |                                              |                                              |                                              |                                              |                                              |                                              |                                              |                                              |                                              |                                              |                                              |                                              |                                              |                                              |                                              |                                              |                                              |                                              |                                              |                                              |                                              |                                              |                                              |                                              |                                              |                                              |                                              |                                              |                                              |                                              |                                              |                                              |                                              |                                              |                                              |                                              |                                              |                                              |                                              |                                              |                                              |                                              |                                              |                                              |                                              |                                              |                                              |                                              |                                              |                                              |                                              |                                              |                                              |
| Godina |                                              |                                              |                                              |                                              |                                              |                                              |                                              |                                              |                                              |                                              |                                              |                                              |                                              |                                              |                                              |                                              |                                              |                                              |                                              |                                              |                                              |                                              |                                              |                                              |                                              |                                              |                                              |                                              |                                              |                                              |                                              |                                              |                                              |                                              |                                              |                                              |                                              |                                              |                                              |                                              |                                              |                                              |                                              |                                              |                                              |                                              |                                              |                                              |                                              |                                              |                                              |                                              |                                              |                                              |                                              |                                              |                                              |                                              |                                              |                                              |                                              |                                              |                                              |                                              |                                              |                                              |                                              |                                              |                                              |                                              |                                              |                                              |                                              |                                              |                                              |                                              |                                              |                                              |                                              |                                              |                                              |                                              |                                              |                                              |                                              |                                              |                                              |                                              |                                              |                                              |                                              |                                              |                                              |                                              |                                              |                                              |                                              |                                              |                                              |                                              |                                              |                                              |                                              |                                              |                                              |                                              |                                              |                                              |                                              |                                              |                                              |                                              |                                              |                                              |                                              |                                              |                                              |                                              |                                              |                                              |                                              |                                              |                                              |                                              |                                              |                                              |                                              |                                              |                                              |                                              |                                              |                                              |                                              |                                              |                                              |                                              |                                              |                                              |                                              |                                              |                                              |                                              |                                              |                                              |                                              |                                              |                                              |                                              |
| 1998.  | 518                                          |                                              |                                              |                                              |                                              |                                              |                                              |                                              |                                              |                                              |                                              |                                              |                                              |                                              |                                              |                                              |                                              |                                              |                                              |                                              |                                              |                                              |                                              |                                              |                                              |                                              |                                              |                                              |                                              |                                              |                                              |                                              |                                              |                                              |                                              |                                              |                                              |                                              |                                              |                                              |                                              |                                              |                                              |                                              |                                              |                                              |                                              |                                              |                                              |                                              |                                              |                                              |                                              |                                              |                                              |                                              |                                              |                                              |                                              |                                              |                                              |                                              |                                              |                                              |                                              |                                              |                                              |                                              |                                              |                                              |                                              |                                              |                                              |                                              |                                              |                                              |                                              |                                              |                                              |                                              |                                              |                                              |                                              |                                              |                                              |                                              |                                              |                                              |                                              |                                              |                                              |                                              |                                              |                                              |                                              |                                              |                                              |                                              |                                              |                                              |                                              |                                              |                                              |                                              |                                              |                                              |                                              |                                              |                                              |                                              |                                              |                                              |                                              |                                              |                                              |                                              |                                              |                                              |                                              |                                              |                                              |                                              |                                              |                                              |                                              |                                              |                                              |                                              |                                              |                                              |                                              |                                              |                                              |                                              |                                              |                                              |                                              |                                              |                                              |                                              |                                              |                                              |                                              |                                              |                                              |                                              |                                              |                                              |
| 1999.  | 1,538                                        | 1,538                                        | 1,538                                        |                                              |                                              |                                              |                                              |                                              |                                              |                                              |                                              |                                              |                                              |                                              |                                              |                                              |                                              |                                              |                                              |                                              |                                              |                                              |                                              |                                              |                                              |                                              |                                              |                                              |                                              |                                              |                                              |                                              |                                              |                                              |                                              |                                              |                                              |                                              |                                              |                                              |                                              |                                              |                                              |                                              |                                              |                                              |                                              |                                              |                                              |                                              |                                              |                                              |                                              |                                              |                                              |                                              |                                              |                                              |                                              |                                              |                                              |                                              |                                              |                                              |                                              |                                              |                                              |                                              |                                              |                                              |                                              |                                              |                                              |                                              |                                              |                                              |                                              |                                              |                                              |                                              |                                              |                                              |                                              |                                              |                                              |                                              |                                              |                                              |                                              |                                              |                                              |                                              |                                              |                                              |                                              |                                              |                                              |                                              |                                              |                                              |                                              |                                              |                                              |                                              |                                              |                                              |                                              |                                              |                                              |                                              |                                              |                                              |                                              |                                              |                                              |                                              |                                              |                                              |                                              |                                              |                                              |                                              |                                              |                                              |                                              |                                              |                                              |                                              |                                              |                                              |                                              |                                              |                                              |                                              |                                              |                                              |                                              |                                              |                                              |                                              |                                              |                                              |                                              |                                              |                                              |                                              |                                              |                                              |
| 2000.  | 1,970                                        | 1,970                                        | 1,970                                        | 1,970                                        |                                              |                                              |                                              |                                              |                                              |                                              |                                              |                                              |                                              |                                              |                                              |                                              |                                              |                                              |                                              |                                              |                                              |                                              |                                              |                                              |                                              |                                              |                                              |                                              |                                              |                                              |                                              |                                              |                                              |                                              |                                              |                                              |                                              |                                              |                                              |                                              |                                              |                                              |                                              |                                              |                                              |                                              |                                              |                                              |                                              |                                              |                                              |                                              |                                              |                                              |                                              |                                              |                                              |                                              |                                              |                                              |                                              |                                              |                                              |                                              |                                              |                                              |                                              |                                              |                                              |                                              |                                              |                                              |                                              |                                              |                                              |                                              |                                              |                                              |                                              |                                              |                                              |                                              |                                              |                                              |                                              |                                              |                                              |                                              |                                              |                                              |                                              |                                              |                                              |                                              |                                              |                                              |                                              |                                              |                                              |                                              |                                              |                                              |                                              |                                              |                                              |                                              |                                              |                                              |                                              |                                              |                                              |                                              |                                              |                                              |                                              |                                              |                                              |                                              |                                              |                                              |                                              |                                              |                                              |                                              |                                              |                                              |                                              |                                              |                                              |                                              |                                              |                                              |                                              |                                              |                                              |                                              |                                              |                                              |                                              |                                              |                                              |                                              |                                              |                                              |                                              |                                              |                                              |                                              |
| 2001.  | 1,869                                        | 1,869                                        | 1,869                                        | 1,869                                        |                                              |                                              |                                              |                                              |                                              |                                              |                                              |                                              |                                              |                                              |                                              |                                              |                                              |                                              |                                              |                                              |                                              |                                              |                                              |                                              |                                              |                                              |                                              |                                              |                                              |                                              |                                              |                                              |                                              |                                              |                                              |                                              |                                              |                                              |                                              |                                              |                                              |                                              |                                              |                                              |                                              |                                              |                                              |                                              |                                              |                                              |                                              |                                              |                                              |                                              |                                              |                                              |                                              |                                              |                                              |                                              |                                              |                                              |                                              |                                              |                                              |                                              |                                              |                                              |                                              |                                              |                                              |                                              |                                              |                                              |                                              |                                              |                                              |                                              |                                              |                                              |                                              |                                              |                                              |                                              |                                              |                                              |                                              |                                              |                                              |                                              |                                              |                                              |                                              |                                              |                                              |                                              |                                              |                                              |                                              |                                              |                                              |                                              |                                              |                                              |                                              |                                              |                                              |                                              |                                              |                                              |                                              |                                              |                                              |                                              |                                              |                                              |                                              |                                              |                                              |                                              |                                              |                                              |                                              |                                              |                                              |                                              |                                              |                                              |                                              |                                              |                                              |                                              |                                              |                                              |                                              |                                              |                                              |                                              |                                              |                                              |                                              |                                              |                                              |                                              |                                              |                                              |                                              |                                              |
| 2002.  | 3,567                                        | 3,567                                        | 3,567                                        | 3,567                                        | 3,567                                        | 3,567                                        | 3,567                                        |                                              |                                              |                                              |                                              |                                              |                                              |                                              |                                              |                                              |                                              |                                              |                                              |                                              |                                              |                                              |                                              |                                              |                                              |                                              |                                              |                                              |                                              |                                              |                                              |                                              |                                              |                                              |                                              |                                              |                                              |                                              |                                              |                                              |                                              |                                              |                                              |                                              |                                              |                                              |                                              |                                              |                                              |                                              |                                              |                                              |                                              |                                              |                                              |                                              |                                              |                                              |                                              |                                              |                                              |                                              |                                              |                                              |                                              |                                              |                                              |                                              |                                              |                                              |                                              |                                              |                                              |                                              |                                              |                                              |                                              |                                              |                                              |                                              |                                              |                                              |                                              |                                              |                                              |                                              |                                              |                                              |                                              |                                              |                                              |                                              |                                              |                                              |                                              |                                              |                                              |                                              |                                              |                                              |                                              |                                              |                                              |                                              |                                              |                                              |                                              |                                              |                                              |                                              |                                              |                                              |                                              |                                              |                                              |                                              |                                              |                                              |                                              |                                              |                                              |                                              |                                              |                                              |                                              |                                              |                                              |                                              |                                              |                                              |                                              |                                              |                                              |                                              |                                              |                                              |                                              |                                              |                                              |                                              |                                              |                                              |                                              |                                              |                                              |                                              |                                              |                                              |
| 2003.  | 2,900                                        | 2,900                                        | 2,900                                        | 2,900                                        | 2,900                                        | 2,900                                        |                                              |                                              |                                              |                                              |                                              |                                              |                                              |                                              |                                              |                                              |                                              |                                              |                                              |                                              |                                              |                                              |                                              |                                              |                                              |                                              |                                              |                                              |                                              |                                              |                                              |                                              |                                              |                                              |                                              |                                              |                                              |                                              |                                              |                                              |                                              |                                              |                                              |                                              |                                              |                                              |                                              |                                              |                                              |                                              |                                              |                                              |                                              |                                              |                                              |                                              |                                              |                                              |                                              |                                              |                                              |                                              |                                              |                                              |                                              |                                              |                                              |                                              |                                              |                                              |                                              |                                              |                                              |                                              |                                              |                                              |                                              |                                              |                                              |                                              |                                              |                                              |                                              |                                              |                                              |                                              |                                              |                                              |                                              |                                              |                                              |                                              |                                              |                                              |                                              |                                              |                                              |                                              |                                              |                                              |                                              |                                              |                                              |                                              |                                              |                                              |                                              |                                              |                                              |                                              |                                              |                                              |                                              |                                              |                                              |                                              |                                              |                                              |                                              |                                              |                                              |                                              |                                              |                                              |                                              |                                              |                                              |                                              |                                              |                                              |                                              |                                              |                                              |                                              |                                              |                                              |                                              |                                              |                                              |                                              |                                              |                                              |                                              |                                              |                                              |                                              |                                              |                                              |
| 2004.  | 4,877                                        | 4,877                                        | 4,877                                        | 4,877                                        | 4,877                                        | 4,877                                        | 4,877                                        | 4,877                                        | 4,877                                        | 4,877                                        |                                              |                                              |                                              |                                              |                                              |                                              |                                              |                                              |                                              |                                              |                                              |                                              |                                              |                                              |                                              |                                              |                                              |                                              |                                              |                                              |                                              |                                              |                                              |                                              |                                              |                                              |                                              |                                              |                                              |                                              |                                              |                                              |                                              |                                              |                                              |                                              |                                              |                                              |                                              |                                              |                                              |                                              |                                              |                                              |                                              |                                              |                                              |                                              |                                              |                                              |                                              |                                              |                                              |                                              |                                              |                                              |                                              |                                              |                                              |                                              |                                              |                                              |                                              |                                              |                                              |                                              |                                              |                                              |                                              |                                              |                                              |                                              |                                              |                                              |                                              |                                              |                                              |                                              |                                              |                                              |                                              |                                              |                                              |                                              |                                              |                                              |                                              |                                              |                                              |                                              |                                              |                                              |                                              |                                              |                                              |                                              |                                              |                                              |                                              |                                              |                                              |                                              |                                              |                                              |                                              |                                              |                                              |                                              |                                              |                                              |                                              |                                              |                                              |                                              |                                              |                                              |                                              |                                              |                                              |                                              |                                              |                                              |                                              |                                              |                                              |                                              |                                              |                                              |                                              |                                              |                                              |                                              |                                              |                                              |                                              |                                              |                                              |                                              |
| 2005.  | 5,568                                        | 5,568                                        | 5,568                                        | 5,568                                        | 5,568                                        | 5,568                                        | 5,568                                        | 5,568                                        | 5,568                                        | 5,568                                        | 5,568                                        |                                              |                                              |                                              |                                              |                                              |                                              |                                              |                                              |                                              |                                              |                                              |                                              |                                              |                                              |                                              |                                              |                                              |                                              |                                              |                                              |                                              |                                              |                                              |                                              |                                              |                                              |                                              |                                              |                                              |                                              |                                              |                                              |                                              |                                              |                                              |                                              |                                              |                                              |                                              |                                              |                                              |                                              |                                              |                                              |                                              |                                              |                                              |                                              |                                              |                                              |                                              |                                              |                                              |                                              |                                              |                                              |                                              |                                              |                                              |                                              |                                              |                                              |                                              |                                              |                                              |                                              |                                              |                                              |                                              |                                              |                                              |                                              |                                              |                                              |                                              |                                              |                                              |                                              |                                              |                                              |                                              |                                              |                                              |                                              |                                              |                                              |                                              |                                              |                                              |                                              |                                              |                                              |                                              |                                              |                                              |                                              |                                              |                                              |                                              |                                              |                                              |                                              |                                              |                                              |                                              |                                              |                                              |                                              |                                              |                                              |                                              |                                              |                                              |                                              |                                              |                                              |                                              |                                              |                                              |                                              |                                              |                                              |                                              |                                              |                                              |                                              |                                              |                                              |                                              |                                              |                                              |                                              |                                              |                                              |                                              |                                              |                                              |
| 2006.  | 5,734                                        | 5,734                                        | 5,734                                        | 5,734                                        | 5,734                                        | 5,734                                        | 5,734                                        | 5,734                                        | 5,734                                        | 5,734                                        | 5,734                                        |                                              |                                              |                                              |                                              |                                              |                                              |                                              |                                              |                                              |                                              |                                              |                                              |                                              |                                              |                                              |                                              |                                              |                                              |                                              |                                              |                                              |                                              |                                              |                                              |                                              |                                              |                                              |                                              |                                              |                                              |                                              |                                              |                                              |                                              |                                              |                                              |                                              |                                              |                                              |                                              |                                              |                                              |                                              |                                              |                                              |                                              |                                              |                                              |                                              |                                              |                                              |                                              |                                              |                                              |                                              |                                              |                                              |                                              |                                              |                                              |                                              |                                              |                                              |                                              |                                              |                                              |                                              |                                              |                                              |                                              |                                              |                                              |                                              |                                              |                                              |                                              |                                              |                                              |                                              |                                              |                                              |                                              |                                              |                                              |                                              |                                              |                                              |                                              |                                              |                                              |                                              |                                              |                                              |                                              |                                              |                                              |                                              |                                              |                                              |                                              |                                              |                                              |                                              |                                              |                                              |                                              |                                              |                                              |                                              |                                              |                                              |                                              |                                              |                                              |                                              |                                              |                                              |                                              |                                              |                                              |                                              |                                              |                                              |                                              |                                              |                                              |                                              |                                              |                                              |                                              |                                              |                                              |                                              |                                              |                                              |                                              |                                              |
| 2007.  | 7,496                                        | 7,496                                        | 7,496                                        | 7,496                                        | 7,496                                        | 7,496                                        | 7,496                                        | 7,496                                        | 7,496                                        | 7,496                                        | 7,496                                        | 7,496                                        | 7,496                                        | 7,496                                        | 7,496                                        |                                              |                                              |                                              |                                              |                                              |                                              |                                              |                                              |                                              |                                              |                                              |                                              |                                              |                                              |                                              |                                              |                                              |                                              |                                              |                                              |                                              |                                              |                                              |                                              |                                              |                                              |                                              |                                              |                                              |                                              |                                              |                                              |                                              |                                              |                                              |                                              |                                              |                                              |                                              |                                              |                                              |                                              |                                              |                                              |                                              |                                              |                                              |                                              |                                              |                                              |                                              |                                              |                                              |                                              |                                              |                                              |                                              |                                              |                                              |                                              |                                              |                                              |                                              |                                              |                                              |                                              |                                              |                                              |                                              |                                              |                                              |                                              |                                              |                                              |                                              |                                              |                                              |                                              |                                              |                                              |                                              |                                              |                                              |                                              |                                              |                                              |                                              |                                              |                                              |                                              |                                              |                                              |                                              |                                              |                                              |                                              |                                              |                                              |                                              |                                              |                                              |                                              |                                              |                                              |                                              |                                              |                                              |                                              |                                              |                                              |                                              |                                              |                                              |                                              |                                              |                                              |                                              |                                              |                                              |                                              |                                              |                                              |                                              |                                              |                                              |                                              |                                              |                                              |                                              |                                              |                                              |                                              |                                              |
| 2008.  | 8,759                                        | 8,759                                        | 8,759                                        | 8,759                                        | 8,759                                        | 8,759                                        | 8,759                                        | 8,759                                        | 8,759                                        | 8,759                                        | 8,759                                        | 8,759                                        | 8,759                                        | 8,759                                        | 8,759                                        | 8,759                                        | 8,759                                        | 8,759                                        |                                              |                                              |                                              |                                              |                                              |                                              |                                              |                                              |                                              |                                              |                                              |                                              |                                              |                                              |                                              |                                              |                                              |                                              |                                              |                                              |                                              |                                              |                                              |                                              |                                              |                                              |                                              |                                              |                                              |                                              |                                              |                                              |                                              |                                              |                                              |                                              |                                              |                                              |                                              |                                              |                                              |                                              |                                              |                                              |                                              |                                              |                                              |                                              |                                              |                                              |                                              |                                              |                                              |                                              |                                              |                                              |                                              |                                              |                                              |                                              |                                              |                                              |                                              |                                              |                                              |                                              |                                              |                                              |                                              |                                              |                                              |                                              |                                              |                                              |                                              |                                              |                                              |                                              |                                              |                                              |                                              |                                              |                                              |                                              |                                              |                                              |                                              |                                              |                                              |                                              |                                              |                                              |                                              |                                              |                                              |                                              |                                              |                                              |                                              |                                              |                                              |                                              |                                              |                                              |                                              |                                              |                                              |                                              |                                              |                                              |                                              |                                              |                                              |                                              |                                              |                                              |                                              |                                              |                                              |                                              |                                              |                                              |                                              |                                              |                                              |                                              |                                              |                                              |                                              |                                              |
| 2009.  | 4,489                                        | 4,489                                        | 4,489                                        | 4,489                                        | 4,489                                        | 4,489                                        | 4,489                                        | 4,489                                        | 4,489                                        |                                              |                                              |                                              |                                              |                                              |                                              |                                              |                                              |                                              |                                              |                                              |                                              |                                              |                                              |                                              |                                              |                                              |                                              |                                              |                                              |                                              |                                              |                                              |                                              |                                              |                                              |                                              |                                              |                                              |                                              |                                              |                                              |                                              |                                              |                                              |                                              |                                              |                                              |                                              |                                              |                                              |                                              |                                              |                                              |                                              |                                              |                                              |                                              |                                              |                                              |                                              |                                              |                                              |                                              |                                              |                                              |                                              |                                              |                                              |                                              |                                              |                                              |                                              |                                              |                                              |                                              |                                              |                                              |                                              |                                              |                                              |                                              |                                              |                                              |                                              |                                              |                                              |                                              |                                              |                                              |                                              |                                              |                                              |                                              |                                              |                                              |                                              |                                              |                                              |                                              |                                              |                                              |                                              |                                              |                                              |                                              |                                              |                                              |                                              |                                              |                                              |                                              |                                              |                                              |                                              |                                              |                                              |                                              |                                              |                                              |                                              |                                              |                                              |                                              |                                              |                                              |                                              |                                              |                                              |                                              |                                              |                                              |                                              |                                              |                                              |                                              |                                              |                                              |                                              |                                              |                                              |                                              |                                              |                                              |                                              |                                              |                                              |                                              |                                              |
| 2010.  | 5,675                                        | 5,675                                        | 5,675                                        | 5,675                                        | 5,675                                        | 5,675                                        | 5,675                                        | 5,675                                        | 5,675                                        | 5,675                                        | 5,675                                        |                                              |                                              |                                              |                                              |                                              |                                              |                                              |                                              |                                              |                                              |                                              |                                              |                                              |                                              |                                              |                                              |                                              |                                              |                                              |                                              |                                              |                                              |                                              |                                              |                                              |                                              |                                              |                                              |                                              |                                              |                                              |                                              |                                              |                                              |                                              |                                              |                                              |                                              |                                              |                                              |                                              |                                              |                                              |                                              |                                              |                                              |                                              |                                              |                                              |                                              |                                              |                                              |                                              |                                              |                                              |                                              |                                              |                                              |                                              |                                              |                                              |                                              |                                              |                                              |                                              |                                              |                                              |                                              |                                              |                                              |                                              |                                              |                                              |                                              |                                              |                                              |                                              |                                              |                                              |                                              |                                              |                                              |                                              |                                              |                                              |                                              |                                              |                                              |                                              |                                              |                                              |                                              |                                              |                                              |                                              |                                              |                                              |                                              |                                              |                                              |                                              |                                              |                                              |                                              |                                              |                                              |                                              |                                              |                                              |                                              |                                              |                                              |                                              |                                              |                                              |                                              |                                              |                                              |                                              |                                              |                                              |                                              |                                              |                                              |                                              |                                              |                                              |                                              |                                              |                                              |                                              |                                              |                                              |                                              |                                              |                                              |                                              |
| 2011.  | 6,159                                        | 6,159                                        | 6,159                                        | 6,159                                        | 6,159                                        | 6,159                                        | 6,159                                        | 6,159                                        | 6,159                                        | 6,159                                        | 6,159                                        | 6,159                                        |                                              |                                              |                                              |                                              |                                              |                                              |                                              |                                              |                                              |                                              |                                              |                                              |                                              |                                              |                                              |                                              |                                              |                                              |                                              |                                              |                                              |                                              |                                              |                                              |                                              |                                              |                                              |                                              |                                              |                                              |                                              |                                              |                                              |                                              |                                              |                                              |                                              |                                              |                                              |                                              |                                              |                                              |                                              |                                              |                                              |                                              |                                              |                                              |                                              |                                              |                                              |                                              |                                              |                                              |                                              |                                              |                                              |                                              |                                              |                                              |                                              |                                              |                                              |                                              |                                              |                                              |                                              |                                              |                                              |                                              |                                              |                                              |                                              |                                              |                                              |                                              |                                              |                                              |                                              |                                              |                                              |                                              |                                              |                                              |                                              |                                              |                                              |                                              |                                              |                                              |                                              |                                              |                                              |                                              |                                              |                                              |                                              |                                              |                                              |                                              |                                              |                                              |                                              |                                              |                                              |                                              |                                              |                                              |                                              |                                              |                                              |                                              |                                              |                                              |                                              |                                              |                                              |                                              |                                              |                                              |                                              |                                              |                                              |                                              |                                              |                                              |                                              |                                              |                                              |                                              |                                              |                                              |                                              |                                              |                                              |                                              |
| 2012.  | 6,288                                        | 6,288                                        | 6,288                                        | 6,288                                        | 6,288                                        | 6,288                                        | 6,288                                        | 6,288                                        | 6,288                                        | 6,288                                        | 6,288                                        | 6,288                                        | 6,288                                        |                                              |                                              |                                              |                                              |                                              |                                              |                                              |                                              |                                              |                                              |                                              |                                              |                                              |                                              |                                              |                                              |                                              |                                              |                                              |                                              |                                              |                                              |                                              |                                              |                                              |                                              |                                              |                                              |                                              |                                              |                                              |                                              |                                              |                                              |                                              |                                              |                                              |                                              |                                              |                                              |                                              |                                              |                                              |                                              |                                              |                                              |                                              |                                              |                                              |                                              |                                              |                                              |                                              |                                              |                                              |                                              |                                              |                                              |                                              |                                              |                                              |                                              |                                              |                                              |                                              |                                              |                                              |                                              |                                              |                                              |                                              |                                              |                                              |                                              |                                              |                                              |                                              |                                              |                                              |                                              |                                              |                                              |                                              |                                              |                                              |                                              |                                              |                                              |                                              |                                              |                                              |                                              |                                              |                                              |                                              |                                              |                                              |                                              |                                              |                                              |                                              |                                              |                                              |                                              |                                              |                                              |                                              |                                              |                                              |                                              |                                              |                                              |                                              |                                              |                                              |                                              |                                              |                                              |                                              |                                              |                                              |                                              |                                              |                                              |                                              |                                              |                                              |                                              |                                              |                                              |                                              |                                              |                                              |                                              |                                              |
| 2013.  | 15,393                                       | 15,393                                       | 15,393                                       | 15,393                                       | 15,393                                       | 15,393                                       | 15,393                                       | 15,393                                       | 15,393                                       | 15,393                                       | 15,393                                       | 15,393                                       | 15,393                                       | 15,393                                       | 15,393                                       | 15,393                                       | 15,393                                       | 15,393                                       | 15,393                                       | 15,393                                       | 15,393                                       | 15,393                                       | 15,393                                       | 15,393                                       | 15,393                                       | 15,393                                       | 15,393                                       | 15,393                                       | 15,393                                       | 15,393                                       | 15,393                                       |                                              |                                              |                                              |                                              |                                              |                                              |                                              |                                              |                                              |                                              |                                              |                                              |                                              |                                              |                                              |                                              |                                              |                                              |                                              |                                              |                                              |                                              |                                              |                                              |                                              |                                              |                                              |                                              |                                              |                                              |                                              |                                              |                                              |                                              |                                              |                                              |                                              |                                              |                                              |                                              |                                              |                                              |                                              |                                              |                                              |                                              |                                              |                                              |                                              |                                              |                                              |                                              |                                              |                                              |                                              |                                              |                                              |                                              |                                              |                                              |                                              |                                              |                                              |                                              |                                              |                                              |                                              |                                              |                                              |                                              |                                              |                                              |                                              |                                              |                                              |                                              |                                              |                                              |                                              |                                              |                                              |                                              |                                              |                                              |                                              |                                              |                                              |                                              |                                              |                                              |                                              |                                              |                                              |                                              |                                              |                                              |                                              |                                              |                                              |                                              |                                              |                                              |                                              |                                              |                                              |                                              |                                              |                                              |                                              |                                              |                                              |                                              |                                              |                                              |                                              |                                              |                                              |
| 2014.  | 36,448                                       | 36,448                                       | 36,448                                       | 36,448                                       | 36,448                                       | 36,448                                       | 36,448                                       | 36,448                                       | 36,448                                       | 36,448                                       | 36,448                                       | 36,448                                       | 36,448                                       | 36,448                                       | 36,448                                       | 36,448                                       | 36,448                                       | 36,448                                       | 36,448                                       | 36,448                                       | 36,448                                       | 36,448                                       | 36,448                                       | 36,448                                       | 36,448                                       | 36,448                                       | 36,448                                       | 36,448                                       | 36,448                                       | 36,448                                       | 36,448                                       | 36,448                                       | 36,448                                       | 36,448                                       | 36,448                                       | 36,448                                       | 36,448                                       | 36,448                                       | 36,448                                       | 36,448                                       | 36,448                                       | 36,448                                       | 36,448                                       | 36,448                                       | 36,448                                       | 36,448                                       | 36,448                                       | 36,448                                       | 36,448                                       | 36,448                                       | 36,448                                       | 36,448                                       | 36,448                                       | 36,448                                       | 36,448                                       | 36,448                                       | 36,448                                       | 36,448                                       | 36,448                                       | 36,448                                       | 36,448                                       | 36,448                                       | 36,448                                       | 36,448                                       | 36,448                                       | 36,448                                       | 36,448                                       | 36,448                                       | 36,448                                       | 36,448                                       | 36,448                                       | 36,448                                       | 36,448                                       |                                              |                                              |                                              |                                              |                                              |                                              |                                              |                                              |                                              |                                              |                                              |                                              |                                              |                                              |                                              |                                              |                                              |                                              |                                              |                                              |                                              |                                              |                                              |                                              |                                              |                                              |                                              |                                              |                                              |                                              |                                              |                                              |                                              |                                              |                                              |                                              |                                              |                                              |                                              |                                              |                                              |                                              |                                              |                                              |                                              |                                              |                                              |                                              |                                              |                                              |                                              |                                              |                                              |                                              |                                              |                                              |                                              |                                              |                                              |                                              |                                              |                                              |                                              |                                              |                                              |                                              |                                              |                                              |                                              |                                              |                                              |                                              |                                              |                                              |                                              |
| 2015.  | 32,474                                       | 32,474                                       | 32,474                                       | 32,474                                       | 32,474                                       | 32,474                                       | 32,474                                       | 32,474                                       | 32,474                                       | 32,474                                       | 32,474                                       | 32,474                                       | 32,474                                       | 32,474                                       | 32,474                                       | 32,474                                       | 32,474                                       | 32,474                                       | 32,474                                       | 32,474                                       | 32,474                                       | 32,474                                       | 32,474                                       | 32,474                                       | 32,474                                       | 32,474                                       | 32,474                                       | 32,474                                       | 32,474                                       | 32,474                                       | 32,474                                       | 32,474                                       | 32,474                                       | 32,474                                       | 32,474                                       | 32,474                                       | 32,474                                       | 32,474                                       | 32,474                                       | 32,474                                       | 32,474                                       | 32,474                                       | 32,474                                       | 32,474                                       | 32,474                                       | 32,474                                       | 32,474                                       | 32,474                                       | 32,474                                       | 32,474                                       | 32,474                                       | 32,474                                       | 32,474                                       | 32,474                                       | 32,474                                       | 32,474                                       | 32,474                                       | 32,474                                       | 32,474                                       | 32,474                                       | 32,474                                       | 32,474                                       | 32,474                                       | 32,474                                       | 32,474                                       |                                              |                                              |                                              |                                              |                                              |                                              |                                              |                                              |                                              |                                              |                                              |                                              |                                              |                                              |                                              |                                              |                                              |                                              |                                              |                                              |                                              |                                              |                                              |                                              |                                              |                                              |                                              |                                              |                                              |                                              |                                              |                                              |                                              |                                              |                                              |                                              |                                              |                                              |                                              |                                              |                                              |                                              |                                              |                                              |                                              |                                              |                                              |                                              |                                              |                                              |                                              |                                              |                                              |                                              |                                              |                                              |                                              |                                              |                                              |                                              |                                              |                                              |                                              |                                              |                                              |                                              |                                              |                                              |                                              |                                              |                                              |                                              |                                              |                                              |                                              |                                              |                                              |                                              |                                              |                                              |                                              |                                              |                                              |
| 2016.  | 42,100                                       | 42,100                                       | 42,100                                       | 42,100                                       | 42,100                                       | 42,100                                       | 42,100                                       | 42,100                                       | 42,100                                       | 42,100                                       | 42,100                                       | 42,100                                       | 42,100                                       | 42,100                                       | 42,100                                       | 42,100                                       | 42,100                                       | 42,100                                       | 42,100                                       | 42,100                                       | 42,100                                       | 42,100                                       | 42,100                                       | 42,100                                       | 42,100                                       | 42,100                                       | 42,100                                       | 42,100                                       | 42,100                                       | 42,100                                       | 42,100                                       | 42,100                                       | 42,100                                       | 42,100                                       | 42,100                                       | 42,100                                       | 42,100                                       | 42,100                                       | 42,100                                       | 42,100                                       | 42,100                                       | 42,100                                       | 42,100                                       | 42,100                                       | 42,100                                       | 42,100                                       | 42,100                                       | 42,100                                       | 42,100                                       | 42,100                                       | 42,100                                       | 42,100                                       | 42,100                                       | 42,100                                       | 42,100                                       | 42,100                                       | 42,100                                       | 42,100                                       | 42,100                                       | 42,100                                       | 42,100                                       | 42,100                                       | 42,100                                       | 42,100                                       | 42,100                                       | 42,100                                       | 42,100                                       | 42,100                                       | 42,100                                       | 42,100                                       | 42,100                                       | 42,100                                       | 42,100                                       | 42,100                                       | 42,100                                       | 42,100                                       | 42,100                                       | 42,100                                       | 42,100                                       | 42,100                                       | 42,100                                       | 42,100                                       | 42,100                                       | 42,100                                       |                                              |                                              |                                              |                                              |                                              |                                              |                                              |                                              |                                              |                                              |                                              |                                              |                                              |                                              |                                              |                                              |                                              |                                              |                                              |                                              |                                              |                                              |                                              |                                              |                                              |                                              |                                              |                                              |                                              |                                              |                                              |                                              |                                              |                                              |                                              |                                              |                                              |                                              |                                              |                                              |                                              |                                              |                                              |                                              |                                              |                                              |                                              |                                              |                                              |                                              |                                              |                                              |                                              |                                              |                                              |                                              |                                              |                                              |                                              |                                              |                                              |                                              |                                              |                                              |